# 0428
0428 è il prefisso telefonico del distretto di Tarvisio, appartenente al compartimento di Venezia.
Il distretto comprende la parte nord-orientale della provincia di Udine. Confina con l'Austria a nord, con la Slovenia a sud-est e con il distretto di Tolmezzo (0433) a sud-ovest e a ovest.

## Aree locali e comuni
Il distretto di Tarvisio comprende 4 comuni compresi in 1 area locale, nata dall'aggregazione dei 2 preesistenti settori di Pontebba e Tarvisio: Dogna, Malborghetto Valbruna, Pontebba e Tarvisio .